# Alexander Merkurjev

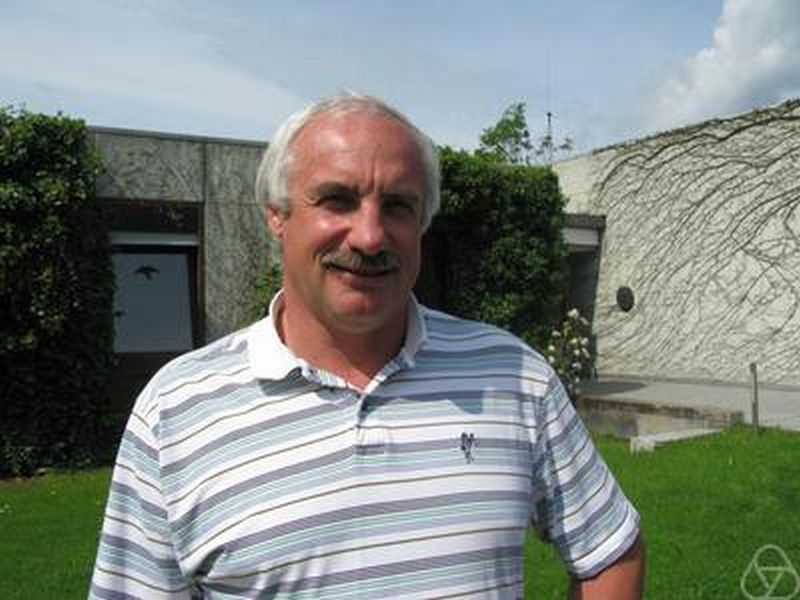
Merkurjev in Oberwolfach 2009

Alexander S. Merkurjev (russisch Александр Сергеевич Меркурьев, Alexander Sergejewitsch Merkurjew; * 25. September 1955) ist ein russischstämmiger US-amerikanischer Mathematiker, der sich mit Algebra beschäftigt.
Merkurjev promovierte 1979 bei Anatoli Jakowlew an der Universität Leningrad. Er gewann 1982 den Preis für junge Mathematiker der Leningrader Mathematischen Gesellschaft und war Professor an der Universität Leningrad. In den 1990er Jahren ging er in die USA und wurde Professor an der University of California, Los Angeles.
Merkurjev befasst sich mit algebraischen Gruppen, quadratischen Formen, Galoiskohomologie, algebraischer K-Theorie, Theorie der Algebren. 1981 bewies er einen fundamentalen Satz über die Struktur zentral einfacher Divisionsalgebren, kurz darauf erweitert in Zusammenarbeit mit Andrei Suslin. Diese und weitere Arbeiten von Merkurjev und Suslin waren wichtig im Vorfeld von Wladimir Wojewodskis Beweis der Milnorvermutung und der Bloch-Kato-Vermutung (über die galoiskohomologische Beschreibung höherer Milnor-K-Gruppen) und lieferten die Motivation für die Einführung der in Wojewodskis Beweis wichtigen Norm-Varietäten. Merkurjevs Arbeit von 1982 bewies einen Spezialfall der Bloch-Kato-Vermutung und seine Arbeiten mit Suslin in den 1980er Jahren bewiesen weitere Spezialfälle. Für seinen Satz von 1982 fand Merkurjev später auch „elementare“ Beweise ohne Verwendung von algebraischer K-Theorie.
Mit J. Buhler und Z. Reichstein führte er „Essential Dimension“ genannte neue Invarianten algebraischer Strukturen ein.
1996 hielt er einen der Plenarvorträge auf dem Europäischen Mathematikerkongress in Budapest (K-theory and algebraic groups) und war eingeladener Sprecher auf dem ECM in Paris 1992 (Algebraic K-theory and Galois cohomology). 2012 erhielt er den Colepreis in Algebra. 1986 war er Invited Speaker auf dem Internationalen Mathematikerkongress in Berkeley (Milnor K-theory and Galois cohomology). Er ist Fellow der American Mathematical Society.

## Schriften
- mit Max-Albert Knus, Markus Rost, Jean-Pierre Tignol: The book of involutions, American Mathematical Society 1998
- mit Skip Garibaldi, Jean-Pierre Serre: Cohomological Invariants in Galois Cohomology, American Mathematical Society 2003
- mit Richard Ellman, Nikita Karpenko: Algebraic and geometric theory of quadratic forms, American Mathematical Society 2008